# Quimera (álbum de Manuel Wirzt)
Quimera es el séptimo disco del artista argentino Manuel Wirzt lanzado por su propia discográfica Quimera Discos bajo la distribución de EMI Odeon SAIC el 30 de septiembre de 2005, tras estar ausente en el mercado musical después de 7 años.
El primer corte de difusión es “Loco por ti”, el cual cuenta también con un videoclip dirigido por Santiago Honorio Pueyrredón y filmado en la ciudad de Necochea. Esta canción fue utilizada como cortina musical de la telenovela “Yago”, emitida por Telefé.
Cuenta con la producción de Sergio Pérez, Ervin Stutz y Alejo Von Der Pahlen en dirección de vientos, Juan "Pollo" Raffo en dirección de cuerdas.
Además el álbum cuenta con un dueto: “Bla Bla Bla”  con Gustavo Cordera.
Según el artista, el álbum se trata de una “declaración de principios” y como el mejor trabajo que realizó después del disco “Magia” (1994), por considerarlo con un nivel superior de canciones. Estilísticamente, "Quimera" tiene un estilo de pop "adulto", con algunos puntos de contacto con Sting.
“Quimera” recibió comentarios positivos por parte de la crítica y fue nominado como Mejor Álbum Artista Masculino de Pop en 2006 para los Premios Carlos Gardel.

## Información del álbum
El disco incluye 12 canciones más el videoclip del primer sencillo (“Loco por ti”). Cuenta con composiciones originales propias, de su amigo y mánager Alberto Lucas, y del músico y compositor Sergio Pérez. También tiene una versión de la canción “No Importa La Razón” de Litto Nebia.
El segundo sencillo fue “Alegría”, el cual no tuvo tanta difusión por las radios locales. Éste es un tema estilo “big band”, con toques de charleston y jazz.
El álbum incluye también el dueto “Bla Bla Bla” junto a Gustavo Cordera, el cual fue compuesto por Manuel pensando en él y éste aceptó de inmediato grabarla. También el artista debutó con un sello discográfico propio, Quimera Discos, en sociedad con Alberto Lucas, quienes se encargarán de la parte artística. Sin embargo seguirán ligados a EMI, que es la compañía que editó casi todos sus discos.

## Lista de canciones
| N.º | Título                  | Escritor(es)  | Duración |  |
| 1.  | «Loco por ti»           | Wirzt / Lucas | 3.45     |  |
| 2.  | «Bla bla bla»           | Wirzt         | 3.38     |  |
| 3.  | «Tras de ti»            | Lucas         | 3.41     |  |
| 4.  | «Ya no me importa nada» | Lucas / Wirzt | 4.32     |  |
| 5.  | «Ojos brujos»           | Lucas         | 3.48     |  |
| 6.  | «Quimera»               | Lucas         | 3.19     |  |
| 7.  | «Acompañándome»         | Lucas         | 3.36     |  |
| 8.  | «No importa la razón»   | Litto Nebbia  | 3.34     |  |
| 9.  | «Alegría»               | Wirzt         | 3.28     |  |
| 10. | «Y me verás»            | Lucas         | 4.01     |  |
| 11. | «Hasta lo que no tengo» | Wirzt         | 3.46     |  |
| 12. | «Sobreviviré»           | Wirzt         | 4.00     |  |

Como pista multimedia adicional se incluye el videoclip de "Loco por ti"

## Músicos
- Manuel Wirzt  - voz, arreglos, producción.
- Juan "Pollo" Raffo - piano, arreglos, dirección.
- Sergio Perez - arreglos, bajo, guitarra, teclados, programación, coros, mezcla, producción.
- Alejo VonDerPhalen - saxo alto, saxo barítono, saxo tenor, arreglos, dirección, grabación.
- Erving Stutz - flugelhorn, trombón, trompleta, arreglos, dirección.
- Zurdo Alaguibe - batería y percusión.
- Daniel Ávila - batería.
- Colo Belmonte - batería.
- Daniela Castro - bajo.
- Carlos Nozzi - chelo.
- Diego Ortells - teclados, piano.
- Benjamín Bru Pesce - viola.
- Sebastián Prusak - violín.
- Guillermo Vadalá - bajo.
- Mario Siperman - masterización.[9]

## Premios
| Año  | Evento                | Premio                                          |
| ---- | --------------------- | ----------------------------------------------- |
| 2006 | Premios Carlos Gardel | Mejor Álbum Artista Masculino de Pop (Nominado) |